# Chipilo
Chipilo de Francisco Javier Mina (Venetiaans: Chipilo) is een stadje in de Mexicaanse deelstaat Puebla. Chipilo heeft 3.084 inwoners (2005) en is de hoofdplaats van de gemeente San Gregorio Atzompa.
Chipilo werd in 1882 gesticht door Italiaanse migranten uit de regio Veneto die op uitnodiging van president Manuel González in Mexico waren komen wonen. De meesten waren Veneto ontvlucht wegens de armoede en werkloosheid die daar heersten en kregen van de Mexicaanse regering landbouwgrond toegewezen. Chipilo ontwikkelde hierdoor een belangrijke zuivelindustrie. De Venetiaanse invloed is nog sterk aanwezig in Chipilo, onder andere in de cuisine (onder andere ijs en koffie) maar vooral in de taal; een groot deel van de inwoners spreekt nog steeds het Venetiaans. De laatste jaren ijveren de inwoners voor bescherming van het Venetiaans, op dezelfde wijze waarop ook de indiaanse talen van Mexico beschermd worden.
Het stadje is deels vernoemd naar de onafhankelijkheidsstrijder Francisco Javier Mina.